# 舞川あいく
舞川 あいく（まいかわ あいく、1988年8月17日 - ）は、女性ファッションモデル、フォトグラファー、タレント。元在日台湾人で、帰化し日本国籍を取得。

## 略歴
2005年6月からファッション雑誌『Popteen』に登場し、カリスマモデルと呼ばれた。2009年に『CanCam』に移籍し、2010年8月号で初の単独表紙を飾った。
2010年11月、2人組ユニット・moumoonの「YAY」のミュージック・ビデオに安座間美優、山本美月、土屋巴瑞季と共に出演した。
2014年10月23日発売の『CanCam』12月号をもって同誌専属モデルを卒業した。その後はフリーモデルと写真家として活動。
2024年5月31日、20年間所属したパールを退社。
2024年7月29日、モデル業と並行して銀座のクラブ『Blair(ブレア）』でホステスとして働くこと、株式会社AikuWooを設立を発表。10月より1年間限定でオンラインサロン開設。

## 人物
本名は呉亜郁。両親は台湾人で、元在日台湾人2世。兄が1人いる。日本に帰化している。
TBSアナウンサーの出水麻衣や元バドミントン女子日本代表選手の潮田玲子と交流が深く、出水とは家が近所同士だという。

## 出演

### 雑誌
- Popteen（2005年 - 、角川春樹事務所） - 専属モデル
- CanCam（2008年11月22日 - 2014年10月23日、小学館） - 専属モデル
- steady.（2014年12月号 - 、宝島社） - レギュラーモデル
- 美人百花（2015年2月号 - 、角川春樹事務所） - レギュラーモデル

### テレビドラマ
- リッチマン、プアウーマン（2012年7月9日 - 9月17日、フジテレビ） - 立石リサ  役
  - リッチマン、プアウーマン in ニューヨーク（2013年4月1日）

### その他のテレビ番組
- オモ☆さん（2007年、テレビ朝日） - セミレギュラー。
- 女神サーチ（2009年 - 2010年、TBS） - レギュラー。
- 全力☆が〜る（2011年9月21日、毎日放送）
- ジョシスタ あいく的（2012年10月4日 - 2022年3月23日、札幌テレビ） - レギュラー。
- 東京上級デート（2012年12月2日、テレビ朝日） - #35 三軒茶屋。
- アナザースカイ（2013年5月24日、日本テレビ） - #237 故郷台湾旅行 一部ナレーションも務める。
- あらあらかしこ（2014年 - 、仙台放送） - 月1回レギュラー。
- にじいろジーン（2018年1月6日、関西テレビ）ニッポン開運福めぐり

### CM
- 森永製菓『BAKE』
- マックハウス（2010年6月）

### 広告・プロデュース
- ディー･アップ　EYELASHESシリーズ（2008年 - ）

### ミュージック・ビデオ
- moumoon「YAY」（2010年）
- 助手席にいさせて…。 feat. hiroko（mihimaru GT）

### その他
- 福岡市のファッションビル「天神コア」2007年上半期イメージモデル

## 書籍

### 雑誌連載
- Popteen（2005年 - 、角川春樹事務所） - 専属モデル
- CanCam（2008年11月22日 - 2014年10月23日、小学館） - 専属モデル
- steady.（2014年12月号 - 、宝島社） - レギュラーモデル
- 美人百花（2015年2月号 - 、角川春樹事務所） - レギュラーモデル

### 著書
- 舞川あいく責任編集 おいしい台湾（2015年2月26日発売、宝島社）